# جنبش زنان در خاورمیانه
جنبش‌های حقوق زنان در منطقه خاورمیانه از دو سده پیش وجود داشته‌است و هر کشور یا قوم به فراخور شرایط اجتماعی و سیاسی خود شاهد جنبش‌های اجتماعی برای به دست آوردن حقوق زنان و از بین بردن موقعیت فرودست زنان بوده‌است.

## جنبش زنان ایران
در سال‌های پس از تشکیل مجلس و جنگ جهانی سازمان‌هایی تأسیس شدند که دقیقاً به حقوق زنان می‌پرداختند. در سال‌های بعد از انقلاب مشروطه و جنگ جهانی اول انجمن‌های مستقل و فمینیستی با هدف حقوق زنان به‌طور مستقل تأسیس شدند که بیشتر به تأسیس مدرسه‌های دخترانه و انتشار نشریه‌های زنان می‌پرداختند. در سال ۱۲۸۹ نخستین نشریه زنان منتشر شد و در سال ۱۳۱۱ آخرین سازمان مستقل زنان به دستور حاکمیت بسته شد. از میان سازمان‌های زنان می‌توان به انجمن حریت نسوان، مجمع انقلابی نسوان، جمعیت پیک سعادت نسوان، جمعیت نسوان وطنخواه اشاره کرد. در سال‌های ۱۳۲۰ تا ۱۳۳۱ نیز انجمن‌های حقوق زنانی پراکنده‌ای همچون حزب زنان و جمعیت زنان (با روزنامه زن امروز) تشکیل شدند. بعد از انقلاب ۱۳۵۷ چند تجمع برای حقوق زنان برپاشد و انجمن‌ها، سازمان‌های غیردولتی، و کمپین‌هایی مانند کمپین یک میلیون امضا به وجود آمدند.

## جنبش زنان افغانستان
سازمان‌هایی در دفاع از حقوق زنان در افغانستان فعالیت دارند؛ از سازمان‌هایی که در دفاع از حقوق زنان در افغانستان فعالیت داشته‌اند می‌توان به سازمان دموکراتیک زنان افغانستان، کمیته مشارکت سیاسی زنان افغانستان، شبکه زنان افغانستان، اتحادیه سراسری زنان افغانستان، زنان جوان برای تغییر، کمپین پنجاه درصد، جمعیت انقلابی زنان افغانستان (راوا)، مؤسسه شهدا اشاره کرد.

## جنبش زنان ترکیه
جنبش حقوق زنان در ترکیه ریشه در زمان امپراتوری عثمانی دارد و تا امروز به فعالیت خود ادامه داده‌است. مهم‌ترین دستاوردهای این جنبش در دوره عثمانی و جنگ جهانی اول عبارت بودند راهیابی زنان به دانشگاه‌ها در سال ۱۹۱۴، حق کار در کارخانه‌ها و استخدام عمومی در سال ۱۹۱۵، محدودیت چندزنی در قانون خانواده سال ۱۹۱۷ (که گام نخست در جهان اسلام بود) و تشکیل کمپین برای همراهی با جنبش‌های جهانی حق رای زنان. با تشکیل جمهوری ترکیه اصلاحات قانونی در حقوق مدنی سال ۱۹۲۶، و حق رای زنان و شایستگی انتخاب شدن برای زنان در سال ۱۹۳۴ به دست آمد. پس از آن تشکیلات زنان همچون دیگر حزب‌ها و تشکیلات ترکیه به دستور حاکمیت بسته شدند تا زمانی که موج جدید جنبش زنان ترکیه که با نام «جنبش نوین زنان» شناخته می‌شود شکل گرفت. فعالان این جنبش بر روی مسایلی مانند قانون‌های مربوط به زنان، خشونت خانگی، فقر، آموزش، کنترل جمعیت، اشتغال زنان و نمایندگی سیاسی زنان کار می‌کنند.

## جنبش زنان مصر
قدمت جنبش زنان مصر به اوایل سده ۱۹ بازمی‌گردد. به عنوان نمونه می‌توان به هدی شعراوی، بنیان‌گذار اتحادیه فمینیستی مصر* در سال ۱۹۲۰ و ناشر نشریه‌های «زن مصری» و «المصریة» اشاره کرد. اتحادیه فمینیستی مصر که بعدها به همکاری با اتحادیه بین‌المللی برای حق رای زنان پرداخت، سازمانی «فمینیستی» و نه «زنانه» بود و از اولین سازمان‌های فمینیستی خاورمیانه به حساب می‌آید.

## جنبش زنان کرد
به ویژه در کردستان عراق جنبش زنان با تمرکز بر مسایل خاص زنان همچون خشونت علیه زنان، خودسوزی، همسرآزاری، (خشونت خانگی)، ناقص‌سازی جنسی زنان و قتل ناموسی شکل گرفته‌است و تحولات مثبتی را در این منطقه پدید آورده‌است و نسبت به سایر کشورها نظیر ایران، ترکیه و سوریه موفق‌تر بوده‌است. نخستین انجمن زنانه کرد در سال ۱۹۱۹ با نام جامعه پیشرفت زنان کرد توسط انجم یاملکی در استانبول ترکیه تأسیس شد. نخستین تلاش‌های پررنگ برای سوادآموزی زنان نیز به اقدامات مدرسه‌سازی حفصه نقیب در سلیمانیه عراق برمی‌گردد. در کردستان ایران از پیشگامان حقوق زنان می‌توان به مینا قاضی بنیانگذار اتحادیه زنان دموکرات و گلیزار شکاکی اشاره کرد. زنان کرد در انقلاب علیه نظام پادشاهی و مبارزه علیه جمهوری اسلامی در دهه‌های ۱۹۷۰ و ۱۹۸۰ نقش پررنگی داشتند. در دهۀ ۷۰ خورشیدی چند سازمان غیردولتی توسط زنان کرد در کردستان ایران تشکیل شده‌است.

## جنبش زنان لبنان و سوریه
علاوه بر پیشینه جنبش زنان در دوره امپراتوری عثمانی، نخستین انجمن‌های زنان در سده ۱۹۰۰ میلادی در بیروت تشکیل شدند. از مهم‌ترین آن‌ها می‌توان از جمعیت «المجمع النسائی العربی» یا «الاتحاد السوری العام» نام برد که در واقع اتحاد چند انجمن بود و در شکل‌گیری کنگره نسوان شرق نقش بسیار مهمی داشت..

## کنگره نسوان شرق
کنگره نسوان شرق همایش زنان ِ کشورهای عربی و آسیایی بود که ابتدا از ائتلاف و ادغام انجمن‌های محلی زنان در کشورهای عربی تشکیل شد. به تدریج سازمان‌هایی از کشورهای دیگر مانند هندوستان نیز به آن اضافه شدند. نخستین کنگره آن در سال ۱۹۳۰ به ریاست نورحماده در دمشق برگزار شد و هدف اصلی آن اتحاد زنان شرق از هر نژاد و فرهنگ و مذهب، و نظارت بر شرایط زنان در کشورهای شرقی بود. دومین کنگره عالی نسوان شرق در آذر ۱۳۱۱ با شرکت نمایندگان زنان کشورهای ترکیه، سوریه، لبنان، یونان، مصر، ژاپن، چین، استرالیا و.... در تهران برگزار شد و هدف اصلی آن تأکید بر تساوی زن و مرد در آموزش و اشتغال و دستمزد، و حقوق تضییق شده زنان بود. سومین کنگره در واقع تشکیل نشد بلکه تبدیل به کنگره بین‌المللی زنان شد که در سال ۱۳۱۴ در ترکیه برگزار شد..